# Sergio Abel Fernández
Sergio Abel Fernández es un ex-remero y máximo emblema deportivo del Campana Boat Club, nacido el 27 de marzo de 1967. Apodado El Monstruo, Sergio probablemente sea el más grande remero que haya dado el suelo argentino junto a Alberto Demiddi. Participó de cuatro juegos olímpicos: Seúl '88, Barcelona '92 (donde obtuvo su mejor resultado, un 6° puesto en la final), Atlanta '96 y Sídney '00; y fue campeón mundial Senior 'B' en Alemania '86.
Singlista por naturaleza, comenzó a remar en el Campana Boat Club en 1982 por recomendación médica. Entre 1983 y 1999 ganó 16 campeonatos en Argentina, 10 sudamericanos (1983-98), 1 Mundial Senior B (1986), 3 panamericanos (1X, 4X y 8+)(1991-95) y en 1995 obtuvo el tercer puesto en el Campeonato Mundial Senior A. Representó a la Argentina en 4 Olimpíadas (1988, 1992, 1996 y 2000) y logró el sexto puesto en la final olímpica de Barcelona '92. También participó en 14 campeonatos mundiales (1984-99), 4 Panamericanos (1987-99) y 10 Sudamericanos (1983-98). Obtuvo más de 250 regatas a nivel nacional y recibió los premios: Olimpia de Plata (1985, 1986, 1988, 1989, 1990, 1991 y 1992), Marineros de Falúa 1830 (1993-96, 1998 y 1999), Konex (Diplomas al Mérito en remo y canotaje en los años 1990 y 2000, y el Konex de platino en 2000 por mérito deportivo en remo y canotaje) y el Citius Altius Fortius por el Comité Olímpico Internacional. Entre 1990 y 1996 fue becado por Gatic S.A. Adidas, por el Instituto Provincial de Deporte de la Provincia de Buenos Aires y por la Secretaría de Deporte de la Nación.
Finalizó su carrera como remero en el Club de Regatas Vasco da Gama de Brasil. Una vez retirado, fue entrenador de la Selección Argentina de Remo (que tuvo una destacadísima actuación en los Juegos Panamericanos de 2007), fue concejal de la ciudad de Campana, y actualmente es coordinador general de las escuelas de remo municipales que funcionan en el Campana Boat Club, el club de sus amores. En diciembre de 2010, fue nominado por El Círculo de Periodistas Deportivos (CPD) de Buenos Aires, junto a los remeros Alberto Demiddi y Ricardo Ibarra, para el premio Olimpia Del Bicentenario, por remo y canotaje.